# Qian Tianyi
Qian Tianyi (chinesisch 錢天一 / 钱天一, Pinyin Qián Tiānyī; * 23. Januar 2000:S.3 in Jingjiang) ist eine chinesische Tischtennisspielerin.

## Werdegang
Erste internationale Auftritte hatte Qian ab 2011 bei verschiedenen Turnieren im Jugendbereich, 2014 nahm sie an der Jugend-Asienmeisterschaft teil, bei der sie im Einzel ins Halbfinale kam und mit dem Team nach einer Finalniederlage gegen Japan Silber gewann. In den zwei Jahren darauf holte sie in beiden Wettbewerben jeweils die Goldmedaille, 2016 nahm sie außerdem an den Pyongyang Open teil und spielte damit ihr erstes Erwachsenenturnier, im November erreichte sie erstmals eine Platzierung in den Top 100 der Weltrangliste. 2017 und 2018 folgten zahlreiche weitere Medaillen bei den Jugend-Welt- und Asienmeisterschaften, die sie 2018 beide im Einzel und mit dem Team gewinnen konnte.
Aufgrund der neuen Weltranglistenberechnung, durch die Jugendturniere für die Erwachsenen-Weltrangliste nicht mehr relevant sind, wurde sie dort ab 2018 vorerst nicht mehr geführt. 2019 trat sie dann nur noch im Erwachsenenbereich an und spielte unter anderem die Austrian Open, bei denen sie Weltmeisterin Liu Shiwen schlagen und das Halbfinale erreichen konnte. So konnte sie sich auch für die World Tour Grand Finals qualifizieren, unterlag dort aber in der ersten Runde mit 3:4 der späteren Siegerin Chen Meng. Im Doppel mit Chen Meng gewann sie bei ihrer ersten WM-Teilnahme 2021 Bronze im Doppel.
2023 zog sie beim Singapore Smash ins Finale ein und rückte dadurch in die Top 10 der Weltrangliste vor. Beim WTT Champions Montpellier 2024 schlug sie die an Position 1 gesetzte Wang Yidi, bevor sie im Halbfinale gegen Miwa Harimoto ausschied.

## Ergebnisübersicht
| Verband | Veranstaltung                 | Jahr     | Ort            | Land | Einzel        | Doppel        | Mixed         | Team   |
| ------- | ----------------------------- | -------- | -------------- | ---- | ------------- | ------------- | ------------- | ------ |
| CHN     | Grand Smash                   | 2024     | Peking         | CHN  | letzte 64     | Gold          | Halbfinale    |        |
| CHN     | Grand Smash                   | 2023     | Singapur       | SGP  | Silber        |               |               |        |
| CHN     | WTT Series (Star Contender)   | 2025     | Ljubljana      | SLO  | Achtelfinale  | Halbfinale    | Achtelfinale  |        |
| CHN     | WTT Series (Contender)        | 2025     | Taiyuan        | CHN  | Achtelfinale  |               | Silber        |        |
| CHN     | WTT Series (Star Contender)   | 2025     | Doha           | QAT  | Viertelfinale | Halbfinale    |               |        |
| CHN     | WTT Series (Contender)        | 2024     | Maskat         | OMN  | Silber        | Viertelfinale |               |        |
| CHN     | WTT Series (Champions)        | 2024     | Montpellier    | FRA  | Halbfinale    |               |               |        |
| CHN     | WTT Series (Star Contender)   | 2024     | Doha           | QAT  | Halbfinale    | Gold          | Achtelfinale  |        |
| CHN     | WTT Series (Contender)        | 2023     | Taiyuan        | CHN  | Achtelfinale  | Gold          | Halbfinale    |        |
| CHN     | WTT Series (Star Contender)   | 2023     | Ljubljana      | SLO  |               |               | Silber        |        |
| CHN     | WTT Series (Contender)        | 2023     | Zagreb         | HRV  | letzte 32     | Silber        | Achtelfinale  |        |
| CHN     | WTT Series (Contender)        | 2023     | Durban         | RSA  | Gold          | Silber        | Silber        |        |
| CHN     | WTT Series (Contender)        | 2022 (9) | Maskat         | OMN  | Halbfinale    | Gold          | Halbfinale    |        |
| CHN     | WTT Series (Contender)        | 2022     | Maskat         | OMN  | Halbfinale    | Halbfinale    |               |        |
| CHN     | World Tour (Platinum)         | 2019     | Linz           | AUT  | Halbfinale    |               |               |        |
| CHN     | World Tour (Challenge Series) | 2016     | Pjöngjang      | PRK  | Achtelfinale  | Halbfinale    |               |        |
| CHN     | WTT Finals                    | 2024     | Fukuoka        | JPN  | Viertelfinale | Halbfinale    |               |        |
| CHN     | WTT Finals                    | 2023     | Nagoya         | JPN  | Achtelfinale  |               |               |        |
| CHN     | World Tour Grand Finals       | 2019     | Zhengzhou      | CHN  | Achtelfinale  |               |               |        |
| CHN     | Asienmeisterschaft            | 2023     | Pyeongchang    | KOR  |               |               | Silber        |        |
| CHN     | Jugend-Asienmeisterschaft     | 2018     | Naypyidaw      | MYA  | Gold          | Halbfinale    | Gold          | Gold   |
| CHN     | Jugend-Asienmeisterschaft     | 2017     | Asan           | KOR  | Silber        | Gold          | Silber        | Gold   |
| CHN     | Jugend-Asienmeisterschaft     | 2016     | Bangkok        | THA  | Gold          | Silber        | Silber        | Gold   |
| CHN     | Jugend-Asienmeisterschaft     | 2015     | Kuala Lumpur   | MAS  | Gold          |               |               | Gold   |
| CHN     | Jugend-Asienmeisterschaft     | 2014     | Mumbai         | IND  | Halbfinale    |               |               | Silber |
| CHN     | Weltmeisterschaft             | 2021     | Houston        | USA  |               | Halbfinale    |               |        |
| CHN     | Jugend-Weltmeisterschaft      | 2018     | Bendigo        | AUS  | Gold          | Halbfinale    | Silber        | Gold   |
| CHN     | Jugend-Weltmeisterschaft      | 2017     | Riva del Garda | ITA  | Halbfinale    | Silber        | Viertelfinale | Gold   |